# 1959年の相撲
1959年の相撲（1959ねんのすもう）は、1959年の相撲関係のできごとについて述べる。

## アマチュア
- 全日本実業団相撲選手権大会が初開催。

## 大相撲

### できごと
- 1月、初場所、蔵前国技館で15日間。大関松登が関脇へ陥落。千代の山引退、横綱一代年寄になる。年寄名より、木村庄之助、式守伊之助の両家をはずす。
- 3月、春場所、大阪府立体育会館で15日間。この場所、出羽海部屋は半世紀ぶりに役力士なし。場所後、朝汐の横綱推挙決定。朝潮に改名。元大関大内山引退、年寄錣山襲名。
- 4月、栃錦、朝潮ら沖縄巡業。
- 5月、夏場所、蔵前国技館で15日間。納谷が十両入りして大鵬と改名。
- 7月、名古屋場所、金山体育館で15日間。場所の14日目、栃錦の実父が交通事故死。
- 8月、横綱の一代年寄制を廃止。ただし、引退後5年間は役員待遇となる。
- 9月、秋場所、蔵前国技館で15日間。場所後の番付編成会議で若羽黒の大関昇進決定。一代年寄千代の山は年寄名を九重に変更。
- 10月、春日野取締（元横綱栃木山）が死去し、栃錦が二枚鑑札となる。大阪準本場所15日間、若羽黒優勝。
- 11月、九州場所、福岡スポーツセンターで15日間。新弟子検査基準改正、173cm、75kg以上となる。年齢区分なくなる。
- 12月、行司の停年制により庄之助、伊之助らが引退。

### 本場所
- 一月場所（蔵前国技館、11～25日）
幕内最高優勝 : 若乃花幹士（14勝1敗,5回目）
  - 殊勲賞-時津山、敢闘賞-若秩父、技能賞-若前田

十両優勝 : 若杉山豊一（12勝3敗）
- 三月場所（大阪府立体育会館 8～22日）
幕内最高優勝 : 栃錦清隆（14勝1敗,8回目）
  - 殊勲賞-北の洋、敢闘賞-柏戸、技能賞-柏戸

十両優勝 : 八染茂雄　（13勝2敗）
- 五月場所（蔵前国技館、3～17日）
幕内最高優勝 : 　若乃花幹士（14勝1敗,6回目）
  - 殊勲賞-潮錦、敢闘賞-栃光、技能賞-房錦

十両優勝 : 若乃國照夫（12勝3敗）
- 七月場所（金山体育館、5～19日）
幕内最高優勝 : 栃錦清隆（15戦全勝、9回目）
  - 殊勲賞-岩風、敢闘賞-冨士錦、技能賞-鶴ヶ嶺

十両優勝 : 星甲良夫（12勝3敗）
- 九月場所（蔵前国技館、13～27日）
幕内最高優勝 : 若乃花幹士（14勝1敗,7回目）
  - 殊勲賞-鶴ヶ嶺、敢闘賞-柏戸、技能賞-若羽黒

十両優勝 : 宇田川勝太郎（14勝1敗）
- 十一月場所（福岡スポーツセンター、8～22日）
幕内最高優勝 : 若羽黒朋明（13勝2敗,1回目）
  - 殊勲賞-安念山、敢闘賞-冨士錦、技能賞-若ノ海

十両優勝 : 大鵬幸喜（13勝2敗）

## 誕生
- 1月23日 - 貴ノ嶺明彦（最高位：前頭12枚目、所属：君ヶ濱部屋→井筒部屋）[1]
- 1月30日 - 栃纒勇光（最高位：前頭11枚目、所属：春日野部屋、+ 2012年【平成24年】）[2]
- 2月3日 - 榛名富士新司（最高位：十両2枚目、所属：二所ノ関部屋→大鵬部屋）
- 4月2日 - 市ノ渡三四四（最高位：十両5枚目、所属：時津風部屋）
- 4月3日 - 霧島一博（最高位：大関、所属：君ヶ濱部屋→井筒部屋、年寄：陸奥）[3]
- 4月8日 - 太寿山忠明（最高位：関脇、所属：二子山部屋、年寄：花籠）[4]
- 5月2日 - 関の花勉（最高位：十両11枚目、所属：伊勢ヶ濱部屋）
- 5月8日 - 福龍岳茂生（最高位：十両12枚目、所属：出羽海部屋）[5]
- 6月4日 - 若ノ海正照（最高位：十両4枚目、所属：花籠部屋→放駒部屋）
- 9月4日 - 西の富士勝治（最高位：十両10枚目、所属：井筒部屋→九重部屋）
- 9月22日 - 38代木村庄之助（元・立行司、所属：高田川部屋）
- 10月15日 - 花ノ国明宏（最高位：前頭筆頭、所属：花籠部屋→放駒部屋）[6]
- 10月23日 - 富士の里昇（最高位：十両13枚目、所属：九重部屋）
- 11月24日 - 鶴嶺山宝一（最高位：十両2枚目、所属：君ヶ濱部屋→井筒部屋、+ 2020年【令和2年】）[7]
- 11月26日 - 栃泉隆幸（最高位：十両3枚目、所属：春日野部屋）
- 12月23日 - 40代式守伊之助（元・立行司、所属：宮城野部屋）[8]
- 12月24日 - 陣岳隆（最高位：小結、所属：君ヶ濱部屋→井筒部屋）[9]

## 死去
- 2月24日 - 駒泉徳治郎（最高位：前頭2枚目、所属：井筒部屋、* 1893年【明治26年】）[10]
- 4月16日 - 鳳龍一雄（最高位：十両5枚目、所属：立浪部屋、* 1927年【昭和2年】）
- 7月20日 - 有明五郎（最高位：前頭11枚目、所属：錦島部屋、年寄：式守秀五郎、* 1912年【大正元年】）[11]
- 8月22日 - 二瀬川政一（最高位：関脇、所属：朝日山部屋、年寄：朝日山、* 1916年【大正5年】）[12]
- 10月3日 - 栃木山守也（第27代横綱、所属：出羽海部屋、年寄：春日野、* 1892年【明治25年】）[13]
- 11月23日 - 両國梶之助（最高位：関脇、所属：出羽海部屋、年寄：待乳山、* 1907年【明治40年】）[14]

## その他
- 週刊少年マガジン創刊号（3月26日号、3月17日発売）の表紙を大関・朝潮が飾る。

- 11月23日、映画『雷電』公開。